# Karangmalang (Ketanggungan)
Karangmalang is een bestuurslaag in het regentschap Brebes van de provincie Midden-Java, Indonesië. Karangmalang telt 7542 inwoners (volkstelling 2010).